# بيير روجر
بيير روجر (بالفرنسية: Pierre Roger)‏ هو سباح فرنسي، ولد في 8 ديسمبر 1983 في لافلش في فرنسا.

## وصلات خارجية
- بيير روجر على موقع SwimRankings.net (الإنجليزية)
- بيير روجر على موقع اللجنة الأولمبية الدولية (الإنجليزية)
- بيير روجر على موقع أوليمبيديا (الإنجليزية)
- بيير روجر على موقع اللجنة الأولمبية الفرنسية (مؤرشف) (الفرنسية)